# Kálvin tér (stanice metra v Budapešti)

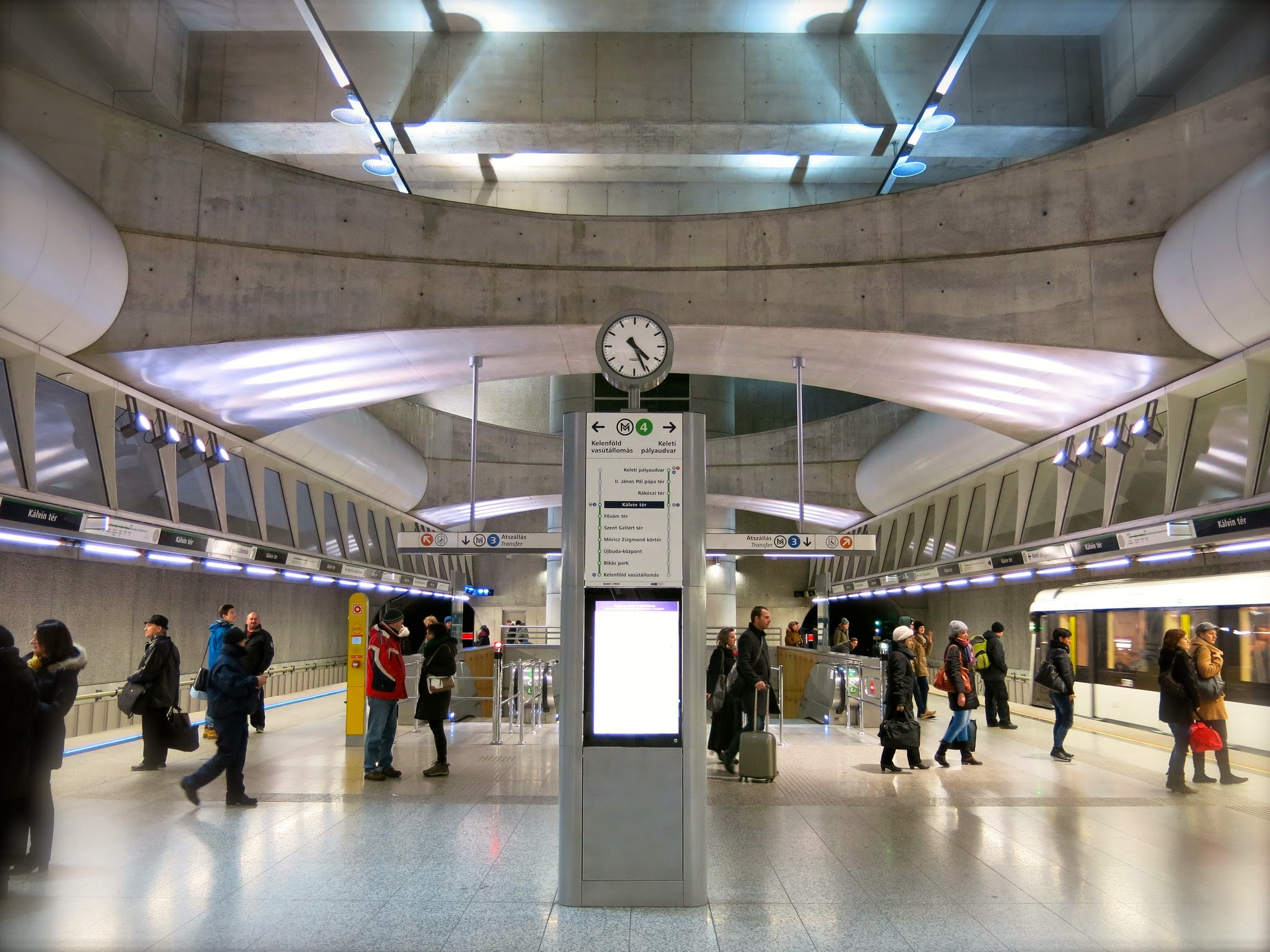
podoba stanice na lince M4

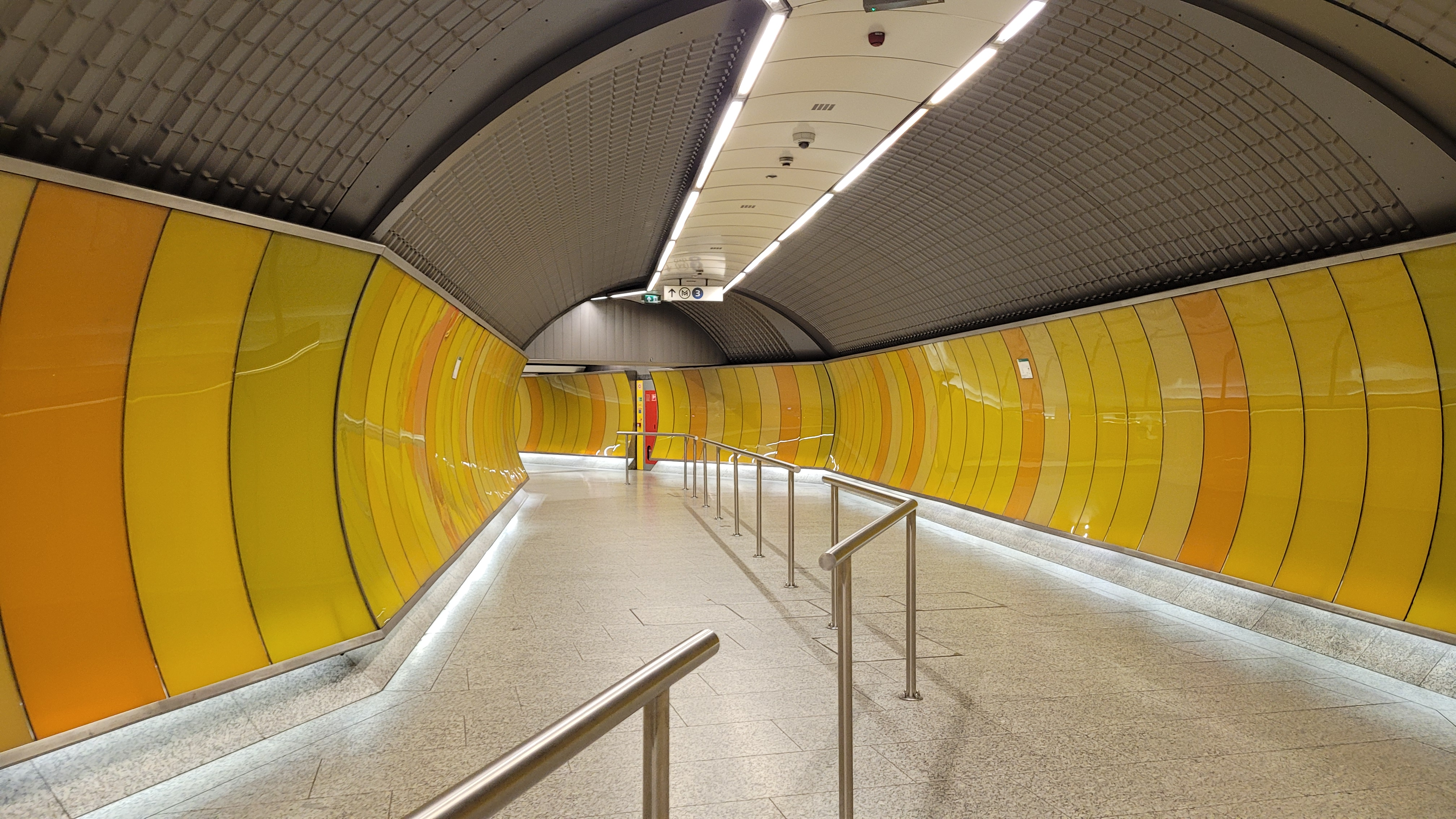
přestupní chodba

Kálvin tér je podzemní přestupní stanice na linkách M3 a M4 budapešťského metra. Nachází se pod stejnojmenným náměstím Kálvin tér na Malém okruhu. Nachází se na jižním okraji centra Budapešti. V místě je umožněn přestup na tramvajové linky 47, 47B, 48 a 49 a trolejbusovou linku 83.

## Infrastruktura v okolí stanice
V budoucnosti by se tato stanice měla stát významným přestupním uzlem mezi linkami M3, M4, budoucí M5 a stávajícími linkami tramvají.

## Charakteristika stanice na lince M3
Stanice je ražená, uložená je níže než stanice linky M4 v hloubce 28,4 metru.

## Charakteristika stanice na lince M4
Stanice je hloubená z povrchu. Mezi stanicemi linek M3 a M4 byla vybudována přímá přestupní chodba.

### Technické údaje
- Délka stanice: 83 m
- Délka nástupišť: 80 m
- Plocha nástupišť: 925 m²
- Niveleta stanice: 22,4 m pod úrovní terénu (od temene kolejnice)
- Počet eskalátorů: 11
- Počet výtahů: 2
- Počet výstupů: 1 + přestup na linku M3
- Typ stanice: Jednolodní hloubená s nástupištěm uprostřed